# Millvale
Millvale é um distrito localizado no estado norte-americano da Pensilvânia, no Condado de Allegheny.

## Demografia
Segundo o censo norte-americano de 2000, a sua população era de 4028 habitantes.
Em 2006, foi estimada uma população de 3716, um decréscimo de 312 (-7.7%).

## Geografia
De acordo com o United States Census Bureau tem uma área de 1,9 km², dos quais 1,7 km² cobertos por terra e 0,2 km² cobertos por água.

## Localidades na vizinhança
O diagrama seguinte representa as localidades num raio de 8 km ao redor de Millvale.